# Angloindier
Angloindier är personer som tillhör den minoritet i befolkningen i Indien, vilken härstammar helt eller delvis från britter. I allmänhet kom dessa britter till Indien för att tjänstgöra i den koloniala förvaltningen eller armén. Före den indiska självständigheten 1947 kunde personer med angloindisk ursprung även att avses som en del av det indiska samhället som dominerades av engelsk kultur e.dyl.
Enligt den indiska konstitutionen är den angloindiska minoriteten berättigad till representation i Lok Sabha. För angloindiernas räkning utser Indiens president efter varje val till Lok Sabha två parlamentariker.